# Hydata elegans
Hydata elegans là một loài bướm đêm trong họ Geometridae.